# Saint-Sernin-lès-Lavaur
Saint-Sernin-lès-Lavaur – miejscowość i gmina we Francji, w regionie Oksytania, w departamencie Tarn.
Według danych na rok 1990 gminę zamieszkiwało 79 osób, a gęstość zaludnienia wynosiła 19 osób/km² (wśród 3020 gmin regionu Midi-Pireneje Saint-Sernin-lès-Lavaur plasuje się na 984. miejscu pod względem liczby ludności, natomiast pod względem powierzchni na miejscu 1560.).